# Летње параолимпијске игре 2024.
Летње параолимпијске игре 2024. ( фр. Jeux paralympiques d'été de 2024  ), такође познате као Игре XVII Параолимпијаде , и означене као Париз 2024, су 17. летње параолимпијске игре, предстојећа међународна параолимпијска манифестација у више спортова којом управља Међународни параолимпијски комитет, која ће се одржати у Паризу, Француска, од 28. августа до 8. септембра 2024. Париз ће први пут бити домаћин Параолимпијских игара у својој историји и други пут да ће Француска бити домаћин Параолимпијских игара, пошто су Тињ и Албервил заједно били домаћини Зимских параолимпијских игара 1992. године .

## Избор домаћина
Као део формалног споразума између Међународног параолимпијског комитета и Међународног олимпијског комитета који је први пут успостављен 2001. године, победник понуде за Летње олимпијске игре 2024. мора такође бити домаћин Летњих параолимпијских игара 2024. године. 
Због забринутости због бројних градова који се повлаче у процесу пријављивања за Зимске олимпијске игре 2022. и Летње олимпијске игре 2024. године, процес истовременог додељивања игара 2024. и 2028. последња два града у трци за домаћина Летњих олимпијских игара 2024.; Лос Анђелесу и Паризу, одобрен је на ванредној седници МОК-а 11. јула 2017. у Лозани .  Париз се сматрао преферираним домаћином Игара 2024. Дана 31. јула 2017, МОК је објавио да је једино Лос Анђелес кандидат за Игре 2028. године, чиме је Париз био потврђен као домаћин Игара 2024. године. Обе одлуке су ратификоване на 131. заседању МОК-а 13. септембра 2017. 
У фебруару 2018. објављено је да су МОК и организациони комитет разговарали о померању Олимпијских и Параолимпијских игара за недељу дана унапред у односу на њихов првобитни распоред,. 

## Место одржавања
Сви параолимпијски догађаји ће се одржавати у Паризу и околини, укључујући предграђа Сен Дени и Версај, и Ваирес-сур-Марне који се налази одмах изван околине града. 
Церемонија отварања ће бити на Тргу Конкорд, а затварање ће бити на стадиону Стад де Франс где ће се уједно одржавати и такмичење у Атлетици.

## Спортови
| - Атлетика (164) (детаљи) - Боћање (11) (детаљи) - Пара-Бадминтон (5) (детаљи) - Бициклизам (51) (детаљи) - Веслање (5) (детаљи) - Голбол (2) (детаљи) - Коњички спорт (11) (детаљи) - Мачевање (12) (детаљи) - Пливање (141) (детаљи) |  | - Паракану (10) (детаљи) - Паратриатлон (11) (детаљи) - Стони тенис (31) (детаљи) - Стреличарство (9) (детаљи) - Стрељаштво (13) (детаљи) - Паратеквондо (10) (детаљи) - Фудбал за слепе (1) (детаљи) - Џудо (16) (детаљи) |  |  |